# Inner Rocks
Inner Rocks är en ö i Australien. Den ligger i delstaten Tasmanien, i den sydöstra delen av landet, omkring 120 kilometer sydväst om delstatshuvudstaden Hobart.
Genomsnittlig årsnederbörd är 2 008 millimeter. Den regnigaste månaden är juli, med i genomsnitt 245 mm nederbörd, och den torraste är februari, med 85 mm nederbörd.